# Самийленко, Полина Никитична
Поли́на Ники́тична Сами́йленко (укр. Поліна Микитівна Самійленко; 4 (16) мая 1889, Васильков — 1 декабря 1984, Киев) — украинская советская театральная актриса. Заслуженная артистка Украинской ССР (1930).

## Биография
В 1915—1917 годах училась в Киевской музыкально-драматической школе имени Лысенко. Вышла замуж за актёра Иону Шевченко, вместе с которым в 1916 году стала одной из основательниц «Молодого театра» в Киеве. На их квартире по ул. Фундуклевской, 82, 18 мая 1916 года произошло учредительное собрание будущего театра. На сцене «Молодого театра» Самийленко играла до 1919 года: Иокаста («Царь Эдип» Софокла), Иола («Иола» Жулавского), Эльвира («Тартюф» Мольера), Мария («Грех» Винниченко), Фенька («Республика на колёсах» Мамонтова), Лауренсия («Овечий источник» Лопе де Вега), Иоанна («Святая Иоанна» Шоу).
В 1920 году Самийленко поступила во Второй театр УССР имени Франко, который находился в Виннице. Там она познакомилась с Амвросием Бучмой, за которого вскоре вышла замуж. В 1921 году студия Бучмы отделилась от театра и переехала в Черкассы, а затем в Херсон. В Херсоне Полина тяжело заболела и студию пришлось ликвидировать. Супруги возвратились в Киев, где вскоре в 1922 вступили в творческое объединение Леся Курбаса «Березиль». В 1926 году переехали вместе с театром в Харьков. Роли: Ярославна («Яблоневый плен» Днепровского, 1927) и другие. В 1930 году супруги окончательно расстались, и Самийленко продолжала играть в театрах Одессы, Каменца-Подольского.
В 1934—1947 годах на сцене Украинского драматического театра имени Франко в Киеве. Роли: София («Последние» Горького, 1937) и другие. С 1947 года на пенсии.
Автор мемуаров «Незабываемые дни горения» (1971).